# Тета Журавля
Тета Журавля (θ Журавля, θ Gruis, HD218227) — потрійна зоря, що знаходиться у сузір'ї Журавля.
Дана потрійна система має видиму зоряну величину в смузі V приблизно 4,4.
Вона розташована на відстані приблизно 133,1 світлового року від Сонця.

## Потрійна зоря
Головна зоря цієї системи належить до хімічно пекулярних зір й має спектральний клас F3.
Інша компонента має спектральний клас F5. Третя більш далека зоря головної послідовності G2.